# Liparski otoci
Liparski otoci (Eolsko otočje, Liparsko otočje, Lipari) je otočje vulkanskog porijekla u Tirenskom moru, sjeveroistočno od Sicilije. Teritorialno pripada Republici Italiji. Sastoji se od deset što većih što manjih otoka, ukupne površine 121,6 km², od kojih je sedam nastanjeno: Alicudi (najzapadniji i najmlađi), Filicudi, Lipari (najveći površine od 376 km²), Panarea (najmanji površine tek 34 km²), Salina, Stromboli i Vulcano (najjužniji s 12.500 stanovnika).
Talijansko ime potječe od grčke legende po kojoj je ovo otočje bilo dom grčkog boga vjetra Eola. Prema grčkoj legendi Eolsko je otočje bilo i dom boga Vulkana kao i divova Kiklopa.
Današnji izgled Liparskog otočja je proizvod vulkanske aktivnosti od više od 260 000 godina (kvartar). Lava se na ovom mjestu uzdigla 3.600 metara s dna mora, o čemu svjedoči nekoliko podvodnih vulkana kao što su: Magnani, Vavilov, Marsili, Palinuro, i dva neimenovana. Vulkani Liparskog otočja su predmet proučavanja geologa posljednjih 200 godina, tijekom čega su znanstvenici prisustvovali dvjema erupcijama (Vulcano i Stromboli), te su znanstveni nalazi iz ovog područja nezamjenjivo obogatili znanost vulkanologije.
Zbog toga je Liparsko otočje upisano kao UNESCO-ova svjetska baština u Italiji 2000. godine, ali njegovom statusu prijeti nezatvaranje kamenoloma pumice, te novogradnja četiri luke u blizini grada Liparija.
Iako su vode koje ga dijele od Sicilije duboke tek 200-tinjak metara, izgleda da živi svijet Liparskog otočja nikada nije imao vezu s ovim velikim otokom. Vegetacija je tipična za Sredozemlje, a od 900 vrsta biljaka četiri su endemske vrste. Uglavnom dominira kultivirani krajolik stepa i napuštenih maslinika i vinograda. Najzanimljivija je fauna u koju se ubrajaju mnoge kontinentalne vrste ptica za koje je ovo najjužnija točka rasprostiranja. Od 40 ptičjih vrsta, čak 10 ih je kritično ugroženih vrsta. Od sisavaca tu obitava 7 vrsta šišmiša od kojih je jedna endemska (Eliomys quercinus leparensis). Tu je i 7 vrsta reptila, te 15 endemskih vrsta beskralježnjaka.
Liparsko otočje je danas najpoznatije po brojnim termalnim vrelima i aktivnom vulkanu na otoku Stromboli. Glavna grana privrede je turizam.
- Lipari
- Filicudi
- Salina
- Vulcano
- Panarea
- Alicudi
- Stromboli

## Manji nenastanjeni otoci
Pored 7 većih otoka, otočje uključuje i mnoštvo manjih nenastanjenih otoka, otočića i hridi: Faraglioni di Lipari, Basiluzzo, Bella, Bottaro, Dattilo, Panarelli, La Canna, Lisca Bianca, Lisca Nera, Pietra del Bagno, Pietra Quaglietto, Scoglio Bastimento, Scoglio Faraglione, Scoglio Giafante, Scoglio Loca, Scoglio Montenassari, Scoglio Nave, Scoglio Sirene, Scoglio Sorcio, Scoglio Spinazzola i Strombolicchio

## Vanjske poveznice
- Eolski otoci na zemljopis.com  Arhivirana inačica izvorne stranice od 25. studenoga 2010. (Wayback Machine)
- Stomboli na puturist.com  Arhivirana inačica izvorne stranice od 27. veljače 2009. (Wayback Machine)
- Umjereni potres u vodama sicilijanskih Eolskih otoka[neaktivna poveznica]